# لویی تروسلیه
لویی تروسلیه (فرانسوی: Louis Trousselier‎; ۲۹ ژوئن ۱۸۸۱ – ۲۴ آوریل ۱۹۳۹ (۵۷ سال)) دوچرخه‌سوار اهل فرانسه بود.